# Villa Paralupi
Die Villa Paralupi, auch Villa Maso genannt, ist ein Landhaus aus dem 16. Jahrhundert in Luzzara in der italienischen Region Emilia-Romagna. Sie liegt in der Via Maso.

## Geschichte und Beschreibung
Das Hauptgebäude stammt aus dem 16. Jahrhundert und wurde bis Ende des 17. Jahrhunderts von Gonzagas als Jagdschloss genutzt und dann verkauft. Der neue Eigentümer ließ im 18. Jahrhundert und im 19. Jahrhundert weitreichende Änderungen daran vornehmen, wobei Bauernhäuser, eine Familienkapelle und ein Eishaus hinzugefügt wurden.
Der Komplex steht in einem weitläufigen Park von etwa 9000 m² Fläche und ist von Kanälen umgeben.
In dem Landhaus und seinem Park wurde 1976 der Film 1900 unter der Leitung von Bernardo Bertolucci gedreht.